# 阿里萨诺斯
阿里萨诺斯（英語：Alisanos）。高卢神话神祇之一。出现于今法国勃艮第普罗旺斯等地区。为罗马统治时期高卢人所尊奉之重要山地神灵，具有重大地宗教影响与历史意义。